# Простушка (фильм)
«Простушка» (англ. The Duff) — американский фильм-комедия режиссёра Эри Сандел, представляющий собой экранизацию одноимённого романа американской писательницы Коди Кеплингер. Выход фильма в США состоялся 20 февраля 2015 года, в России — 26 февраля 2015 года.

## Сюжет
Бьянка последний год учится в школе. Она дружит с Джесси и Кейси, которые значительно популярнее её. Она также живёт по соседству с Уэсли, звездой школьной футбольной команды. Ей нравится Тоби, и она идёт на вечеринку, устраиваемую Мэдисон Морган, в надежде поговорить с ним. Вечеринка заканчивается для неё неудачей, поскольку Уэсли между делом говорит ей, что она занимает роль «ЖУПы» — Жирной Уродливой Подружки. Он объясняет ей, что в каждой социальной группе есть кто-то, кто менее красив и популярен, и через которого люди пытаются установить контакт с более популярными людьми.
Поначалу она обижается на Уэсли, но потом понимает, что он прав. Бьянка ссорится с Джесси и Кейси. Позднее она слышит разговор Уэсли с учителем, который говорит ему, что если он провалит экзамены, то потеряет место в футбольной команде. Бьянка предлагает Уэсли помочь ему с экзаменами в обмен на помощь в преодолении её социальной роли. Далее Уэсли начинает проводить своеобразные «занятия», которые он поделил на несколько шагов. На этих занятиях он объясняет Бьянке, как надо одеваться, вести себя на свидании и т.д.
Сначала Бьянке не везёт, ведь подруга Медисон, Кейтлин, снимает видео, в котором становится понятно, что Бьянке нравится Тоби. Позже отредактированное видео расходится по всей школе, и все начинают издеваться над Бьянкой, но по совету Уэсли Бьянка признаётся Тоби в своих чувствах и приглашает его на свидание. На свидании Бьянка понимает, что Тоби тоже считает её ЖУПой и уходит от него. Постепенно Бьянка понимает что влюбляется в Уэсли. Но она видит его вместе с Медисон.
В день выпускного Бьянка решает помириться с Джесси и Кейси, и они вместе шьют Бьянке платье.
На самом выпускном Бьянка признаётся Уэсли в своих чувствах. После того, как Уэсли провозглашают королём бала, он встаёт перед выбором: остаться с Медисон (которую выбрали королевой бала) или выбрать Бьянку (которая удивила его своей речью перед Медисон, в которой Бьянка объяснила, что не важно, кем считают её другие и «ярлыки», которые Медисон «вешает» на других людей, совершенно бессмысленны).  Уэсли выбирает Бьянку, и они уходят с бала.
Они с Уэсли начинают встречаться. Бьянка удачно заканчивает свою статью о выпускном.

## В ролях
| Актёр            | Роль         |
| ---------------- | ------------ |
| Мэй Уитман       | Бьянка       |
| Робби Амелл      | Уэсли        |
| Белла Торн       | Мэдисон      |
| Скайлер Сэмюэлс  | Джесси       |
| Бьянка А. Сантос | Кейси        |
| Романи Малко     | Директор     |
| Ник Эверсман     | Тоби         |
| Кен Джонг        | Мистер Артур |
| Элисон Дженни    | Мама Бьянки  |
| Джонатан Бэрон   | Себастьян    |

## Производство
CBS Films, в ноябре 2011 года, приобрела права на экранизацию романа Коди Кеплингер. Чтобы переделать книгу в сценарий, в список был включен Джош Каган. Чтобы улучшить переход к части рассказа, он использовал модель пяти эмоциональных этапов Кюблер-Росса. К проекту присоединился Ари Сандель, в мае 2013 года. 9 апреля 2014 года Маэ Уитман бросилась в руководство. Даже перед выпуском книги, автор Коди Кеплингер предположил Уитману роль, после наблюдения ее на «Родительстве». К актерскому составу 30 апреля 2014 года присоединилась Белла Торн. Кен Чонг присоединился 12 мая 2014 года. Скайлер Сэмюэлс - 22 мая 2014 года. 27 мая 2014 года Робби Амелл и Бьянка А. Сантос присоединились к составу. К актерскому составу также присоединилась Аллисон Джэнни, 10 июня 2014 года. Главная фотосъёмка началась в июне 2014 года в Атланте, Джорджия, и закончилась 9 июля 2014 года. В места съёмок входили средняя школа средняя школа Мариетты, Генри У. Грэди, Центр исполнительских искусств «Кобб», торговый центр «Периметр», Парк Стоун-Маунтин и Дэйв и Бастер (ресторан, бар и место игры в Атланте).

## Критика
Фильм получил положительные и смешанные отзывы кинокритиков. На сайте Rotten Tomatoes фильм имеет рейтинг 73 % на основе 121 рецензий со средним баллом 6,1 из 10. На сайте Metacritic фильм получил оценку 56 из 100 на основе 28 рецензий, что соответствует статусу «средние или смешанные рецензии». Вопреки бюджету в размере 8,5 млн. долларов, «Простушка» принесла доход в размере 43,5 млн. долларов. В Северной Америке после «Пятьдесят оттенков серого», «Кингсмена: Секретная служба», «Губка Боб: губка из воды» и «Макфарлэнд», фильм стал пятым среди просмотров в первые выходные с прибылью 10 809 149 долларов.